# Wake (Gruzja)
Wake – wieś w Gruzji, w regionie Guria, w gminie Ozurgeti. W 2014 roku liczyła 504 mieszkańców.